# L'Ami de Vincent
Pour plus de détails, voir Fiche technique et Distribution.
L'Ami de Vincent est un film français réalisé par Pierre Granier-Deferre, sorti en 1983.

## Synopsis
Vincent est victime d'une tentative de meurtre commise par une jeune femme qui veut venger sa sœur. Albert, l'ami d'enfance de Vincent, veut l'aider et se met à enquêter sur cette femme mais il se rend compte que Vincent n'est peut-être pas celui qu'il s'imaginait.

## Fiche technique
- Titre original : L'Ami de Vincent
- Réalisation : Pierre Granier-Deferre
- Scénario : Christopher Frank, Pierre Granier-Deferre et Jean-Marc Roberts d'après le roman homonyme de ce dernier
- Musique : Philippe Sarde
- Photographie : Étienne Becker
- Montage : Jean Ravel
- Décors : Willy Holt
- Production : Films A2, Sara Films et T. Films
- Distribution : AMLF
- Pays :  France
- Genre : Comédie dramatique
- Durée : 93 minutes
- Format : Couleur - Son : Mono
- Date de sortie : France : 28 septembre 1983

## Distribution
- Philippe Noiret : Albert Palm
- Jean Rochefort : Vincent Lamar
- Françoise Fabian : Dominique, la femme d'Albert
- Fanny Cottençon : Nathalie
- Marie Dubois : Marion Schuster
- Marie-France Pisier : Milena, l'épouse de Spencer
- Anna Karina : Eléonore
- Jane Birkin : Marie-Pierre
- Pierre Vernier : Gérard André, remplaçant de Vincent
- Tanya Lopert : Irène
- Sylvie Joly : Claude
- Béatrice Agenin : Léa
- François Perrot : Janvion
- Alexandre Rignault : Raoul, le père d'Albert
- Catherine Samie : Odette
- Maurice Teynac : Spencer, le père de Vincent
- Chantal Deruaz : Séverine
- Christiane Tissot : Maya
- Sofia Dagvila : Amalia
- Dominique Zardi : le gardien des bungalows
- André Chaumeau : le concierge du théâtre
- Alexandra Lorska, sous le nom d'Aleksandra Sikorska : la girl qui avait rendez-vous avec Vincent

## À noter
- La scène d'introduction présente une invraisemblance probablement due aux contraintes de tournage (choix de la salle et configuration de l'espace) : l'orchestre entendu dans la séquence laisse entendre une section complète de cordes, une section complète de trombones (du type des grands orchestres de jazz des années 30/40) et une section rythmique incluant une basse et une batterie, entre autres. Ces instruments sont invisibles dans la fosse de l'orchestre que dirige Albert Palm/Philippe Noiret. Par ailleurs, cet orchestre nous montre une quinzaine de musiciens tout au plus, alors que la musique entendue en laisse entendre une cinquantaine au moins, toutes sections confondues.